# Кучук-Ламбатський кам'яний хаос
Кучу́к-Ламба́тський кам'яний хаос — унікальний природний об'єкт на Південному узбережжі Криму, розташований над Кучук-Ламбатською бухтою, між курортами Утьос і Малий Маяк на північний схід від мису Плака.
Це поросле дрібним ліском, хаотичне нагромадження уламків скель, вапнякових брил і каменів, у мальовничому безладді розкиданих по прибережному схилу і в морі, яке тягнеться по схилу впродовж близько 1 км, з висоти понад 200 м над рівнем моря до морського узбережжя. 
Кучук-Ламбатський кам'яний хаос утворився тут в результаті Кучук-Койського зсуву, який стався в 1786 році і описаний знаменитим натуралістом Петером-Симоном Палласом. Серед кам'яних нагромаджень зустрічаються дуже характерні для Криму види рослин: чист кримський, держидерево, граб чорний, фісташка туполиста, дуб пухнастий, рукус понтійський.
Неподалік від урочища розташоване джерело Суук-Су (Холодна вода), що випливає з-під урвища в бік моря.
З 1964 року оголошений пам'яткою природи.